# スファックス
スファックスまたはスファクス（アラビア語: صفاقس、フランス語: Sfax）は、チュニジア中部にあり、地中海のガベス湾北部に面する港湾都市で、スファックス県の県都である。
人口はおよそ34万人（2005年）であり、240キロメートル北にある首都チュニスに次ぐチュニジア第二の都市である。

## 歴史
現在のスファックスは、Taparuraの古代ローマの町があった場所に、849年に設立された。他の古代の植民都市をカバーするためにも成長してきたが、その中で最も有名なのは、Thenae南郊外のThynaである。
10世紀末までに、スファックスは独立した都市国家となった。1148年にシチリア王ルッジェーロ2世によって征服され、1156年に現地軍によって解放されるまで占領された。その後、スペイン帝国軍によって一時占領され、16世紀にオスマン帝国の手に落ちた。
スファックスはバルバリア海賊に不可欠な拠点となり、1785年にはヴェネツィア共和国による侵略が失敗した。
オスマン帝国に従属するフサイン朝の統治下にあったチュニジアは1881年、フランスによるチュニジア侵攻を受けてその保護国となった（フランス領北アフリカの一部であるフランス領チュニジア）。フサイン朝のMuhammad III as-Sadiqがフランスとのバルドー条約に署名した際、スファックスで暴動が発生した。南仏トゥーロンから6隻の装甲艦（Colbert、Friland、Maunion、Trident、Revanche、Surveillante）が派遣され、チュニジア海域でフランス海軍艦艇に加わった。スファックスでは、Levantの装甲艦3隻（Alma、Reine Bumbhe、La Galissonni）が、4隻の砲艦とともに既に存在していた。スファックスは艦砲射撃を受け、7月16日にフランス軍が、激しい戦闘（フランス側の死者7名、負傷者32名）の後、ここを占領した。
イタリアに近いチュニジアは第二次世界大戦中、北アフリカ戦線における枢軸国の拠点となった。スファックスは1943年4月10日、イギリス軍により占領された。第二次世界大戦後、チュニジアはフランスに返還されたが、1956年に独立した。
21世紀における難民危機で、アフリカ大陸各地からヨーロッパ大陸への密航を目指す人々の集結地になっている。

### 気候
ケッペンの気候区分ではステップ気候となる。夏季は乾燥し高温になるが、秋から春にかけては降水も見られ温和な季節となる。首都であるチュニス等同国北部の地域と比較すると高温乾燥な気候である。
| スファックスの気候     | スファックスの気候 | スファックスの気候 | スファックスの気候 | スファックスの気候 | スファックスの気候 | スファックスの気候 | スファックスの気候 | スファックスの気候 | スファックスの気候 | スファックスの気候 | スファックスの気候 | スファックスの気候 | スファックスの気候 |
| 月                     | 1月                | 2月                | 3月                | 4月                | 5月                | 6月                | 7月                | 8月                | 9月                | 10月               | 11月               | 12月               | 年                 |
| ---------------------- | ------------------ | ------------------ | ------------------ | ------------------ | ------------------ | ------------------ | ------------------ | ------------------ | ------------------ | ------------------ | ------------------ | ------------------ | ------------------ |
| 最高気温記録 °C （°F） | 26.8 (80.2)        | 31.5 (88.7)        | 36.1 (97)          | 37.2 (99)          | 38.8 (101.8)       | 43.9 (111)         | 47.2 (117)         | 46.8 (116.2)       | 43.5 (110.3)       | 36.9 (98.4)        | 32.5 (90.5)        | 28.3 (82.9)        | 47.2 (117)         |
| 平均最高気温 °C （°F） | 16.7 (62.1)        | 18.0 (64.4)        | 19.5 (67.1)        | 21.8 (71.2)        | 25.4 (77.7)        | 28.9 (84)          | 32.0 (89.6)        | 32.2 (90)          | 29.8 (85.6)        | 26.0 (78.8)        | 21.4 (70.5)        | 17.6 (63.7)        | 24.1 (75.4)        |
| 日平均気温 °C （°F）   | 11.3 (52.3)        | 12.2 (54)          | 14.0 (57.2)        | 16.4 (61.5)        | 19.8 (67.6)        | 23.4 (74.1)        | 26.0 (78.8)        | 26.7 (80.1)        | 24.8 (76.6)        | 21.0 (69.8)        | 15.9 (60.6)        | 12.2 (54)          | 18.6 (65.5)        |
| 平均最低気温 °C （°F） | 5.8 (42.4)         | 6.5 (43.7)         | 8.4 (47.1)         | 11.0 (51.8)        | 14.4 (57.9)        | 17.8 (64)          | 19.9 (67.8)        | 21.1 (70)          | 19.8 (67.6)        | 16.1 (61)          | 10.6 (51.1)        | 6.7 (44.1)         | 13.2 (55.8)        |
| 最低気温記録 °C （°F） | −2.3 (27.9)        | −1.2 (29.8)        | −1.0 (30.2)        | 2.0 (35.6)         | 6.1 (43)           | 9.6 (49.3)         | 13.6 (56.5)        | 13.2 (55.8)        | 11.2 (52.2)        | 5.2 (41.4)         | 2.2 (36)           | −1.0 (30.2)        | −2.3 (27.9)        |
| 降水量 mm （inch）     | 22.7 (0.894)       | 19.4 (0.764)       | 23.3 (0.917)       | 17.6 (0.693)       | 9.2 (0.362)        | 4.4 (0.173)        | 1.8 (0.071)        | 5.6 (0.22)         | 24.1 (0.949)       | 56.4 (2.22)        | 22.9 (0.902)       | 29.3 (1.154)       | 236.7 (9.319)      |
| 平均降水日数           | 4                  | 4                  | 4                  | 3                  | 2                  | 1                  | 0                  | 1                  | 2                  | 4                  | 3                  | 4                  | 32                 |
| % 湿度                 | 65                 | 63                 | 63                 | 63                 | 62                 | 60                 | 59                 | 63                 | 65                 | 66                 | 65                 | 66                 | 63                 |
| 平均月間日照時間       | 198.4              | 201.6              | 238.7              | 258.0              | 310.0              | 333.0              | 378.2              | 347.2              | 273.0              | 241.8              | 210.0              | 195.3              | 3,185.2            |
| 平均日照時間           | 6.4                | 7.2                | 7.7                | 8.6                | 10.0               | 11.1               | 12.2               | 11.2               | 9.1                | 7.8                | 7.0                | 6.3                | 8.7                |
| 出典：NOAA             |                    |                    |                    |                    |                    |                    |                    |                    |                    |                    |                    |                    |                    |

## 姉妹都市
- セネガル ダカール 1965年
- ドイツ マールブルク 1971年
- モロッコ カサブランカ 1981年
- モロッコ サフィ 1982年
- アルジェリア オラン 1989年
- ロシア マハチカラ 1990年
- フランス グルノーブル 1998年